# Mistrzostwa Świata w Półmaratonie 2014
19. Mistrzostwa Świata w Półmaratonie – zawody lekkoatletyczne, które odbyły się 29 marca 2014 w stolicy Danii Kopenhadze.
Organizację mistrzostw Rada Międzynarodowego Stowarzyszenia Federacji Lekkoatletycznych (IAAF) powierzyła Kopenhadze na spotkaniu w Monako 11 listopada 2011 roku.

## Rezultaty

### Mężczyźni
| Konkurencja:              | 1. miejsce                                                                          | Rezultat | 2. miejsce                                                                  | Rezultat | 3. miejsce                                                       | Rezultat |
| Indywidualnie (szczegóły) | Geoffrey Kipsang                                                                    | 59:08    | Samuel Tsegay                                                               | 59:21    | Guye Adola                                                       | 59:21    |
| Drużynowo (szczegóły)     | Erytrea · Samuel Tsegay · Zersenay Tadese · Nguse Tesfaldet · Ghirmay Ghebreslassie |          | Kenia · Geoffrey Kipsang · Wilson Kiprop · Kenneth Kipkemoi · Simon Cheprot |          | Etiopia · Guye Adola · Adugna Tekele · Bonsa Dida · Fikre Assefa |          |

### Kobiety
| Konkurencja:              | 1. miejsce                                                          | Rezultat | 2. miejsce                                                               | Rezultat | 3. miejsce                                                       | Rezultat |
| Indywidualnie (szczegóły) | Gladys Cherono                                                      | 1:07:29  | Mercy Wacera                                                             | 1:07:44  | Sally Chepyego                                                   | 1:07:52  |
| Drużynowo (szczegóły)     | Kenia · Gladys Cherono · Mercy Wacera · Sally Chepyego · Lucy Kabuu |          | Etiopia · Netsanet Gudeta · Yetsehay Desalegn · Genet Yalew · Mame Feysa |          | Japonia · Sayo Nomura · Risa Takenaka · Reia Iwade · Chieko Kido |          |

## Klasyfikacja medalowa
| Miejsce | Reprezentacja | Złoto | Srebro | Brąz | Razem |
| 1.      | Kenia         | 3     | 2      | 1    | 6     |
| 2.      | Erytrea       | 1     | 1      | 0    | 2     |
| 3.      | Etiopia       | 0     | 1      | 2    | 3     |
| 4.      | Japonia       | 0     | 0      | 1    | 1     |